# (Your Love Keeps Lifting Me) Higher and Higher
| Оценки критиков | Оценки критиков |
| Источник        | Оценка          |
| --------------- | --------------- |
| AllMusic        | Без оценки      |

«(Your Love Keeps Lifting Me) Higher and Higher» — песня, впервые изданная американским певцом Джеки Уилсоном.
Вышла как сингл на лейбле Brunswick Records в августе 1967 года. Потом была включена в альбом Higher and Higher (который увидел свет в ноябре 1967 года).
В США песня попала в первую десятку в Billboard Hot 100, а в ритм-н-блюзовом чарте того же журнала «Билборд» была на 1 месте.
До Уилсона песню записывала на лейбле Chess Records мужская вокальная группа The Dells, но их запись издана не была.
В 2004 году журнал Rolling Stone поместил песню «(Your Love Keeps Lifting Me) Higher and Higher» в исполнении Джеки Уилсона на 246 место своего списка «500 величайших песен всех времён». В списке 2011 года песня находится на 248 месте.
Кроме того, песня «(Your Love Keeps Lifting Me) Higher and Higher» вместе с другой песней в исполнении Джеки Уилсона, — «Lonely Teadrops», — входит в составленный Залом славы рок-н-ролла список 500 Songs That Shaped Rock and Roll.
В 1999 году оригинальный сингл Джеки Уилсона с этой песней (вышедший в 1967 году на лейбле Brunswick Records) был принят в Зал славы премии «Грэмми».

## Версия Риты Кулидж
В 1977 году песня была издана Ритой Кулидж. Песня вошла в альбом Anytime...Anywhere и также была издана как сингл. Это был самый большой хит с этого альбома, в Billboard Hot 100 он добрался до 2 места, а в чарте другого американского музыкального журнала, Cash Box, побывал на 1 месте.